# Estonski rat za neovisnost
Estonski rat za neovisnost (estonski: Vabadussõda, dosl. "Rat za slobodu"), poznat još i kao Estonski oslobodilački rat, naziv je za vojni sukob koji se odvio od 1918. do 1920. u kojem je novoproglašena nezavisna Republika Estonija branila svoju neovisnost i teritorijalni integritet od napada sovjetske Rusije i kasnije od Baltičke teritorijalne obrane. Uz pomoć saveznika, ponajviše Latvije i dobrovoljaca iz Skandinavije, ali i Ujedinjenog Kraljevstva, Estonija se borila za očuvanje neovisnosti proglašene tijekom Prvog svjetskog rata. Rat je završio estonskom pobjedom i potpisivanjem sporazuma iz Tartua, kojim je priznata estonska neovisnost. 

## Uvod
U studenom 1917. nakon raspada Ruskog Carstva, zakonodavno tijelo tadašnje Autonomne estonske gubernije Estonska provincijska skupština, koja je bila izabrana na proljeće iste godine, proglasila je sebe vrhovnom vlašću u Estoniji. Nedugo nakon toga boljševici su prisilno raspustili skupštinu te prisilili estonske zagovornike neovisnosti da se povuku. Nekoliko mjeseci kasnije, koristeći razdoblje između povlačenja Crvene armije i dolaska Njemačke carske vojske, Odbor za spas Estonije pri Provincijskoj skupštini izdao je 24. veljače 1918. u Tallinnu tzv. Manifest narodā Estonije, kojim je proglašena nezavisnost Estonije i osnovana Privremena vlada Estonije. Ta je neovisnost bila kratkoga vijeka, jer su već sljedećeg dana njemačke trupe ušle u Tallinn. Njemačke vojne vlasti nisu priznale ni Manifest ni novu vladu, smatrajući ih secesionistima koji su uzurpirali prava baltičkog plemstva.

## Tijek rata

### Sovjetska ofenziva
Nakon Njemačke revolucije i kapitulacije Njemačkog Carstva u studenom 1918. godine, njemački su predstavnici formalno predali vlast Privremenoj vladi Estonije. Dana 16. studenoga 1918., vlada je pozvala ljude na dobrovoljnu mobilizaciju te je započela organizaciju Estonske vojske s Konstantinom Pätsom kao ministrom rata, general bojnikom Andresom Larkom kao šefom stožera, i general bojnikom Aleksanderom Tõnissonom kao zapovjednikom novoformirane vojske, koja je tada brojala tek jednu jedinicu. Krajem istog mjeseca, uslijedio je sovjetski napad, a napadom Crvene armije na pogranični grad Narvu 28. studenoga 1918. službeno je otpočeo Estonski rat za nezavisnost. 
Premda su Estonci pružili otpor, brojčano nadmoćna sovjetska vojska već je sljedećeg dana osvojila grad i nastavila svoj prodor prema zapadu zemlje. Istovremeno je na jugu uz jezero Peipsi otvoren i drugi front. 
Treba naglasiti kako je Estonska vojska tada brojala tek 2 000 profesionalaca sa slabim naoružanjem i oko 14 500 gotovo nenaoružanih dobrovoljaca Estonske obrambene lige. Značajnu pomoć, doduše, dobili su od Baltičkih Nijemaca, koji su se priklonili Republici, što je bila sušta suprotnost situaciji u Latviji, gdje je jedinica znana kao Baltische Landeswehr gledala na neovisnost baltičkih zemalja kao na dotiranje prava njemačkog plemstva. Latvijske jedinice Crvene armije u prosincu su osvojile Tartu, te došle na samo 34 kilometra od Tallinna. Krajem mjeseca, estonski su komunisti u Narvi proglasili Estonsku radničku komunu. Do kraja 1918., Crvena armija kontrolirala je cjelokupni teritorij Estonije 34 kilometra istočno od Tallinna, zapadno od Tartua i južno od Ainažija. Istoga mjeseca novim zapovjednikom estonskih snaga imenovan je Johan Laidoner, koji je uspio regrutirati preko 11 000 novih boraca. 
Vlada je s druge strane tražila i dobila stranu pomoć. Početkom prosinca, Finska je poslala značajnu pomoć u naoružanju. Dana 31. prosinca 1918., britanski Royal Navy dostavio je novu veliku pošiljku oružja, a jedinice pod vodstvom Sir Edwyna Alexandera-Sinclaira preotele su ruske razarače Spartak i Avtroil te ih predale Estoncima, koji su ih preimenovali u Vambola i Lennuk. Početkom siječnja stiglo je i 2 000 finskih dobrovoljaca, a izgrađena su i tri oklopljena vlaka pod nadzorom satnika Antona Irva. Uslijedilo je oslobađanje estonskog teritorija pod okupacijom.

### Oslobađanje estonskog teritorija
Ojačana estonska vojska, potpomognuta stranim borcima, krenula je u protuofenzivu 7. siječnja 1919. Tapa je oslobođena već dva dana kasnije, mahom zahvaljujući uspješnoj implementaciji oklopnih vlakova (estonski: soomusrongid), koji su bili jedno od glavnih oružja ovoga rata. Uslijedilo je oslobađanje Rakverea 12. siječnja  i Narve 18. siječnja. Oslobađanje Narve prisililo je sovjetske trupe na povlačenje. Na taj se način sjeveroistočni front stabilizirao na rijeci Narvi, a estonske su snage u samo 11 dana vratile čak 200 kilometara teritorija.
Na jugu Tartu je također oslobođen uz pomoć oklopnih vlakova, a nakon bitke kod Pajua estonske su snage 31. siječnja uspješno protjerale latvijske crvenogardejce iz Valge. Sovjetske su snage po prvi puta istisnute izvan teritorija moderne Estonije te su se borbe nastavile na području povijesnih estonskih posjeda. U drugoj polovici veljače, gradovi Salacgrīva i Alūksne također su pali pod estonsku kontrolu. Ovaj prodor zaustavilo je novo gomilanje sovjetskih snaga, međutim Estonija je postala prva zemlja koja je uspješno odbila sovjetsku zapadnu ofenzivu.
Krajem veljače 1919., Sovjeti su pokrenuli planove za novi napad na Estoniju, pri čemu su imali podršku oko 80 000 lokalnih crvenogardejaca. Unatoč intenzivnom bombardiranju u kojem je oko 2 000 ljudi ostalo bez domova, Crvena armija nije uspjela ponovo osvojiti Narvu. Međutim, općine Alūksne, Setomaa, Vastseliina i Räpina ubrzo su pale pod sovjetsku kontrolu. Nakon novopristigle pomoći, Estonija je pokrenula novi protunapad i 29. ožujka oslobodila Petseri. Ubrzo su estonski crvenogardejci potjerani preko rijeke Optjok. Situacija na jugu bilježila je značajnu aktivnost sve do svibnja 1919.
U travnju 1919. dolazi do značajnih političkih djelovanja u Estoniji. Nakon ostavke Privremene vlade dolazi do izbora Ustavotvorne skupštine koja je donijela privremeni Ustav Estonije. Novoizabrana vlada na čelu s Ottom Strandmanom donijela je i Zakon o reformi zemljišta, kojim su Baltički Nijemci izgubili većinu svojih posjeda, a koji su zauzimali gotovo polovicu estonskog teritorija. Ta su zemljišta zaplijenjena i preraspodijeljena stanovništvu. Istovremeno, država je aktivno pomagala u organiziranju Bijele garde te latvijskih i ingrijskih trupa na svom teritoriju.
Iako je do svibnja 1919. Estonija imala kontrolu nad svojim teritorijem, lokalne frakcije Crvene armije i dalje su bile aktivne tako da su Estonci  uz pomoć Bijele garde odlučili krenuti u protunapad i prijeći granicu s Rusijom. Vrhunac tog prodora bilo je osvajanje Pskova krajem svibnja, zahvaljujući dijelom i činjenici da je usred borbi jedan od zapovjednika Crvene armije Leonhard Ritt sa svojim trupama prešao na stranu Estonije. Članovi Bijele garde ubrzo su stigli u grad, međutim nisu bili sposobni sami ga braniti tako da je dio estonskih trupa ostao u Pskovu, dok je velika većina vraćena u domovinu. Sredinom sljedećeg mjeseca, Johan Laidoner povukao se s mjesta zapovjednika Bijele garde, čije je trupe preuzeo proslavljeni general Nikolaj Judenič. Paralelno s napadom na Pskov, dio estonskih trupa pokrenuo je ofenzive prema Latviji kako bi lokalnim domoljubima pomogli u stjecanju neovisnosti, što će dovesti do neplaniranog širenja sukoba.

### Rat protiv Baltičke teritorijalne vojske
U lipnju 1919. dolazi do početka sukoba s Baltičkom teritorijalnom vojskom u Latviji. Latvijski demokrati na čelu s Kārlisom Ulmanisom proglasili su nezavisnost Latvije po uzoru na Estoniju, međutim sovjetske su ih trupe prisilile na povlačenje sve do Liepāje, gdje su njemačke postrojbe konačno zaustavile njihov prodor. Nijemce je predvodio Rüdiger von der Goltz, a njihove su postrojbe sačinjavali Baltische Landeswehr sastavljene od Baltičkih Nijemaca, Pričuvna stražarska divizija bivše Carske vojske, te volonteri Freikorpsa željni stjecanja posjeda na području Baltika. Njima je pripadala i jedna jedinica popunjena latvijskim postrojbama. Sve ovo bilo je moguće zato što su mirovni sporazumi s Njemačkom omogućili da Drugi Reich zadrži svoje postrojbe na istoku kako bi se mogli boriti protiv boljševika. Ipak, prava namjera njemačkih trupa bila je uspostava njemačke države na Baltiku, te aneksija Estonije. 
Nijemci su omeli osnivanje latvijske vojske, a 16. travnja 1919. srušena je Ulmanisova privremena vlada. Naslijedila ju je pronjemačka marionetska vlada na čijem je čelu bio Andrievs Niedra. Ulmanis je pobjegao i skrio se na parobrodu Saratow pod zaštitom Antante. Njemačke trupe protjerale su Sovjete i okupirale Rigu u svibnju, nakon čega su zahtijevale da Estonija prekine "okupaciju Latvije".
Estonski general Laidoner izdao je ultimatum njemačkim trupama da se moraju povući na jug, a kada je im se približio s oklopnim vlakovima, njemačke su ga trupe napale, premda bezuspješno. Dan kasnije Nijemci su osvojili Cēsis. Estonci su pokušali neuspješan protunapad, međutim ispostavilo se kako su njemačke trupe bile bolje opremljene od sovjetskih. Dana 10. lipnja došlo je do prekida vatre. Antanta, koja je posredovala u prekidu vatre, zahtijevala je da Nijemci poštuju estonske zahtjeve, međutim von der Goltz je to odbio i zatražio da se Estonci povuku iz Latvije, prijeteći da će ponovo napasti estonske snage što se i dogodilo 19. lipnja kada započinje bitka za Cēsis. Nakon četiri dana borbe estonske su trupe 23. lipnja oslobodile Cēsis. Obljetnica te bitke danas se u Estoniji slavi kao Dan pobjede. 
Estonci su nastavili prodor prema Rigi, a kada su stigli pred sam grad, Antanta je ispregovarala novi prekid vatre. Antanta je tada prisilila njemačke trupe na raspuštanje te ih stavila pod ponovno uspostavljenu Ulmanisovu vladu. Ipak, kako bi izbjegli takav rasplet, Nijemci su se stavili u službu ruskih volonterskih jedinica, koje je službeno unovačila njemačka marionetska vlada u Latviji na čijem je čelu bio Pavel Bermondt-Avalov. Ruski volonteri pokušali su napasti Rigu u listopadu, a Estonija je poslala podršku Latviji u obliku oklopnih vlakova i postrojbi, istovremeno držeći front protiv Sovjeta sjeverno od jezera Lubāns.

### Kraj rata i mirovni pregovori
Sovjeti su već od travnja 1919. pokušavali ispregovarati mirovni sporazum s Estonijom. Mađarski komunisti tada su se ponudili da budu posrednici mirovnog sporazuma, međutim britanski je admiral Walter Cowan zaprijetio Estoncima da će povući britansku podršku ukoliko ne odbiju mađarsku ponudu. U lipnju dolazi do ukidanja Estonske radničke komune, a Rusi su nastavili zagovarati sklapanje mirovnog sporazuma. Sovjeti su 31. kolovoza 1919. poslali formalni poziv na pregovore, što su Estonci prihvatili 4. rujna, a pregovori su otpočeli 16. rujna 1919. Estonci su tada predložili da se pregovori prekinu dok se Finska, Latvija i Litva ne priključe zajedničkim pregovorima.
Sjeverozapadna armija, zapravo reorganizirana Bijela garda pod komandom Nikolaja Judeniča, započela je u jesen 1919. godine Operaciju Bijeli mač, veliku vojnu operaciju koja je za cilj imala osvajanje Petrograda. Ofenziva je otpočela 28. rujna 1919. Premda je Sjeverozapadna armija imala značajnu podršku, Crvena armija uspješno ju je potjerala natrag do državne granice na rijeci Narvi, nakon čega su nastavili napadati utvrđene postaje na samoj granici. Stanje na frontu smirilo se u studenome, međutim Sovjeti su u prosincu pokrenuli novi napad kako bi izvršili pritisak na Estoniju vezano uz mirovne pregovore. Stanje je postalo kritično sredinom prosinca, kada je Crvena armija prešla rijeku Narvu i ušla u Estoniju, međutim Estonci su uspjeli odvratiti napad u kratkom roku. Nakon niza gubitaka Crvena armija je do kraja prosinca bila potpuno iscrpljena.
Nova vlada premijera Jaana Tõnissona odlučila je ponovno pokrenuti mirovne pregovore 19. studenoga, čak i bez sudjelovanja drugih Baltičkih država. Pregovori su otpočeli 5. prosinca, a glavni problem bio je teritorij. Pregovori su se nastavili tijekom prosinca, dok su se na rijeci Narvi istovremeno vodile teške borbe između dvaju strana. Mirovni je sporazum konačno sastavljen 31. prosinca 1919., a prekid vatre stupio je na snagu 3. siječnja 1920.

## Sporazum iz Tartua
Dana 2. veljače 1920., Republika Estonija i Ruska SFSR potpisale su mirovni sporazum u Tartuu. U trenutku potpisivanja sporazuma, boljševici nisu bili priznati kao legalna vlast u Rusiji od strane Zapada. Mirovni sporazum odredio je da se Rusija trajno odriče svih prava i pretenzija nad estonskim teritorijem. Dogovorena granica okvirno je odgovarala obrambenim linijama kakve su bile u trenutku prekida sukoba. Konkretno, Estonija je zadržala stratešku liniju istočno od rijeke Narve te Setume na jugoistoku, područja koja će izgubiti 1945. nakon sovjetske aneksije.

## Vanjske poveznice
- Estonica: Estonian War of Independence  Arhivirana inačica izvorne stranice od 12. svibnja 2017. (Wayback Machine)
- The Baltic States from 1914 to 1923: The First World War and the Wars of Independence (PDF). Inačica izvorne stranice (PDF) arhivirana 8. kolovoza 2019. Pristupljeno 24. travnja 2022. (1.24 MiB) - in Baltic Defence Review No.8 Volume 2/2002